# Straškov-Vodochody
Straškov-Vodochody là một làng thuộc huyện Litoměřice, vùng Ústecký, Cộng hòa Séc.